# Związek gmin Oberes Bühlertal
Związek gmin Oberes Bühlertal – związek gmin (niem. Gemeindeverwaltungsverband) w Niemczech, w kraju związkowym Badenia-Wirtembergia, w rejencji Stuttgart, w regionie Heilbronn-Franken, w powiecie Schwäbisch Hall. Siedziba związku znajduje się w miejscowości Obersontheim, przewodniczącym jego jest Siegfried Trittner.
Związek zrzesza trzy gminy wiejskie:
- Bühlertann, 3 049 mieszkańców, 23,59 km²
- Bühlerzell, 2 100 mieszkańców, 49,32 km²
- Obersontheim, 4 736 mieszkańców, 54,82 km²